# Airds
Airds ist ein Ort in New South Wales, Australien.

## Geographie
Airds wird von Campbelltown City verwaltet. Der Ort ist etwa 42 km vom Stadtzentrum Sydneys entfernt. Mit 1372 Einwohnern/km² ist der Ort dicht besiedelt.

## Demographie
Mit Stand von 2021 hatte Airds 3265 Einwohner, von denen 2556 die australische Staatsangehörigkeit besaßen. 487 Personen im Ort waren Aborigines (14,92 %), womit deren Zahl über dem Landesschnitt von 2,92 % lag. Weitere 10 Einwohner waren Torres-Strait-Insulaner.
In Airds wohnten mit 111 Menschen (3,4 %) überdurchschnittlich viele Personen aus Neuseeland (Landesweit: 2,09 %). Weitere Einwohner, die im Ausland geboren wurden, kamen aus Bangladesch (96), Samoa (81) und Indien (56).
Das Medianalter lag bei 29 Jahren. Das mittlere Einkommen pro Person betrug 451 Australische Dollar, das mittlere Haushaltseinkommen lag bei 944 AUD, womit es zu den niedrigeren Haushaltseinkommen im landesweiten Vergleich (1746 AUD) zählte.

## Öffentliche Einrichtungen
In Airds gibt es insgesamt sieben Schulen, darunter die John Warby Public School. Weiterhin gibt es zehn Parks sowie vier öffentliche Sportstätten. Der Ort beherbergt eine Filiale der Australia Post.